# کلئوپا مسیا
کلئوپا مسیا (به انگلیسی: Cleopa Msuya); (زاده ۴ ژانویهٔ ۱۹۳۱ – درگذشته ۷ مه ۲۰۲۵) یک سیاستمدار اهل تانزانیا بود. وی در بین سال‌های ۱۹۸۳–۱۹۸۰ و ۱۹۹۵–۱۹۹۴ نخست‌وزیر این کشور بود.
کلئوپا مسیا در ۷ مه ۲۰۲۵، در سن ۹۴ سالگی بر اثر نارسایی قلبی درگذشت.